# Love the Way You Lie (Part II)
"Love the Way You Lie (Part II)" é uma canção da cantora barbadense Rihanna, gravada para o seu quinto álbum de estúdio Loud. Conta com a participação do rapper norte-americano Eminem, e é a resposta à versão original da sequela. Foi escrita por Alexander Grant, Holly Hafermann, Marshall Mathers e produzida por Alex da Kid, sendo que a sua gravação decorreu em 2010 nos estúdios Westlake Recording Studios na Califórnia e Effigy Studios em Michigan.
Após a performance conjunta da música com "What's My Name?" e "Only Girl (In the World)" na edição de 2010 dos American Music Awards, os membros da crítica avaliaram-na como uma balada poderosa com vocais melancólicos projetados. Além da interpretação especial na cerimónia de entrega de prémios americana, foi a penúltima faixa do alinhamento da digressão mundial The Loud Tour de 2011 e esteve também presente na Diamonds World Tour em 2013. Após o lançamento do disco, "Love the Way You Lie (Part II)" entrou nas tabelas musicais Canadian Hot 100 do Canadá, UK Singles Chart do Reino Unido e Top 30 Ring Tones de Portugal.

## Gravação e composição

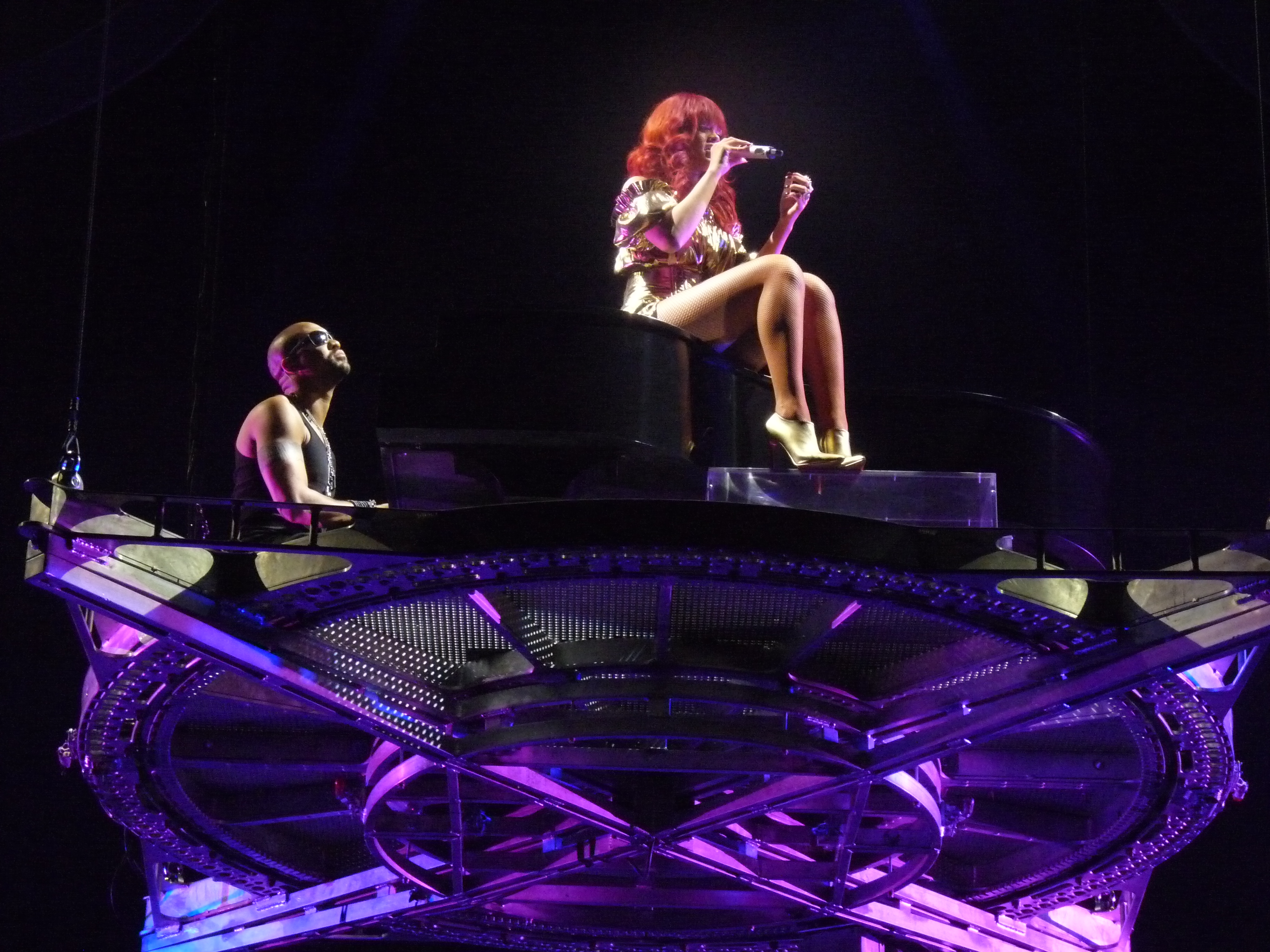
Rihanna a interpretar ao vivo a canção, durante a Loud Tour, sentada em cima de um piano localizado numa plataforma elevada.

A canção foi escrita Alexander Grant, Holly Hafermann, Marshall Mathers e produzida por Alex da Kid. Eminem e Rihanna gravaram uma versão alternativa para "Love the Way You Lie" em 2010, nos estúdios Westlake Recording Studios na Califórnia e Effigy Studios em Michigan, mas desta vez com a cantora como vocalista principal para transmitir uma perspetiva feminina sobre o assunto debatido na letra. Durante uma entrevista com a estação televisiva MTV, a artista revelou que no primeiro impacto "foi contra a gravação da sequela", complementando que da primeira vez que ouviu a ideia de existir uma segunda parte, pensou que "não poderia conseguir bater a original". Depois da audição da melodia, a jovem todas as suas reservas sobre a regravação dissiparam-se, afirmando que "se apaixonou" depois de escutar até ao fim: "Nós gravamos, e depois fizemos outra versão mas com tambores, e depois com tambores e com o Eminem".
Na edição padrão de Loud, a versão que junta o rapper com os instrumentos piano e tambores, é a última faixa do alinhamento do disco, mas na deluxe através da iTunes Store pode conferir-se outra melodia sem o cantor e apenas com os sons do piano."Love the Way You Lie (Part II)" é considerada uma canção de tempo médio, sem aceleramentos nem atrasos, que incorpora elementos dos géneros musicais hip-hop e R&B. De acordo com a partitura publicada pela Universal Music Group, a música foi escrita em compasso simples, num andamento moderado com um metrónomo de 84 batidas por minuto moderadas. Composta na chave de fá maior, canção segue a progressão de acordes de dó e lá menores nos versos (bemol) e mi, si e fá menores no efeito de coro (sustenido). Emily Mackay da revista NME comentou sobre os vocais providenciados pelos artistas nesta faixa, afirmando que "existe um grande contraste embutido. Com o equilíbrio perfeito entre as vozes capotou um cavernoso extra até ao drama, sendo que a relação tortuosa refletida na primeira parte é mais profunda agora. Eminem quase que praticamente grita de raiva, e soa, francamente, como um doente mental. A dor que contrasta sem problemas com as letras de Rihanna ("Talvez seja masoquista/Tento correr, mas não o quero deixar nunca") é deliciosa".

## Divulgação e receção da crítica
Rihanna interpretou ao vivo uma versão reduzida da canção como parte de uma mistura com "What's My Name?" e "Only Girl (In the World)" na edição de 2010 dos American Music Awards a 21 de novembro. A performance começou com uma versão acústica de "Love the Way You Lie (Part II)", seguindo-se de várias passagens das outras duas músicas. A crítica elogiou a exibição devido ao alinhamento e a toda a produção de palco, incluindo os dançarinos profissionais que acompanharam durante todo o espetáculo. Durante a cerimónia anual de entrega de prémios da 53.ª edição dos Grammy Awards a 13 de fevereiro de 2011, a cantora atuou pela primeira vez ao lado de Eminem, juntando a participação de outros artistas como Dr. Dre, Adam Levine dos Maroon 5 e Skylar Grey. Rihanna iniciou a sessão musical com Levine no piano, percorrendo o palco principal até surgir Eminem para transitar para "I Need a Doctor" de Dr. Dre e Grey. A faixa faz também parte da etapa final da digressão mundial The Loud Tour, juntamente com "Umbrella", foram as duas responsáveis pelo encerramento dos concertos. Além disso, a intérprete incluiu novamente o tema na turné Diamonds World Tour em 2013.

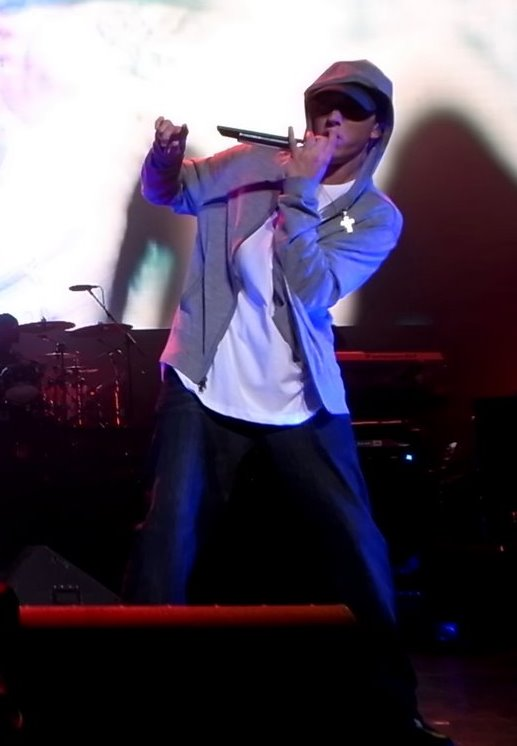
Eminem foi maioritariamente prezado pela participação em "Love the Way You Lie (Part II)".

Jon Pareles do diário The New York Times relatou que "Loud funciona tão bem como qualquer outro álbum este ano, mantendo a marca Rihanna. Mas tem uma vibração calma até chegar ao ponto hermético e frio de 'Love the Way You Lie (Part II)', a sua visão da tortura partilhada com Eminem. "É doente que todas estas batalhas sejam o que me mantêm satisfeita", canta. Um piano solitário humaniza os seus vocais em primeiro lugar, e a cantora monta a balada com um poder ascendente para resolver a dor, e então Eminem oferece os novos versos numa raiva em espiral. É puramente teatral, mas também é, por um momento, cru". Chris Richards do The Washington Post afirmou que com a música "o rapper em papel de maníaco é limitado apenas a um verso, dando a Rihanna o espaço necessário para tomar posse do processo", concluindo que "parece tão distante como sempre". James Skinner, que escreve para o sítio BBC Online, considerou que a sequela de "Love the Way You Lie" era "ainda melhor" que a versão original. Skinner disse que "os versos de Em exalam um tipo de ameaça volátil e latente, deixando-nos todos animados sobre ele em primeiro lugar. Mas os vocais da artista - ao mesmo tempo imponentes e vulneráveis - que ancora a canção, de uma forma altiva, resultando numa coleção com algo estranhamente cativante".
Steve Jones do jornal norte-americano USA Today atribuiu uma crítica mista à colaboração, comentando, "Eminem faz uma participação especial, que se estende, mas não adiciona nada de novo ao seu êxito anterior sobre um relacionamento abusivo no seu disco de recuperação". Do Chicago Sun-Times, o escritor Thomas Conner, classificou negativamente a edição da canção, justificando que "a artista colaborou com Eminem no verão com o controverso "Love the Way You Lie", uma música e vídeo muito debatidos devido à mistura de paixão selvagem com agressão enlouquecida. Desta vez, em Loud, Rihanna faz uma extensão da melodia e da metáfora de incêndio, reaparecendo com Eminem com mais uma das suas histórias em verso sobre ódio, amor e agressão". Conner conclui denominando que "era uma sequência desnecessária que dilui mais uma questão: É esta uma declaração social, ou apenas uma expressão artística sobre algumas pessoas realmente perturbadas e confusas".

## Desempenho nas tabelas musicais
Sucedendo ao lançamento de Loud várias faixas entraram em tabelas musicais devido às descargas digitais. "Love the Way You Lie (Part II)" entrou diretamente para a décima nona posição na Canadian Hot 100 na semana com término a 4 de dezembro de 2010, e permaneceu na lista durante nove semanas. O desempenho da canção estendeu-se maioritariamente ao território europeu, no Reino Unido estreou no 160.º lugar na UK Singles Chart, juntamente com "What's My Name", "Fading", "Raining Men" e "S&M", músicas extraídas igualmente do disco. Por fim, durante a vigésima quinta semana de 2011, Top 30 Ring Tones registou-a como 24.ª faixa mais vendida em Portugal, e a versão original da sequela "Love the Way You Lie", na posição oito após quarenta semanas de permanência na tabela.

### Posições
| Tabela musical (2010-2011)     | Melhor posição |
| ------------------------------ | -------------- |
| Canadá - Canadian Hot 100      | 19             |
| Portugal - Top 30 Ring Tones   | 16             |
| Reino Unido - UK Singles Chart | 160            |

## Créditos
Todo o processo de elaboração da canção atribui os seguintes créditos pessoais:
- Rihanna — vocalista principal;
- Eminem - composição, vocais;
- Alex da Kid - composição, produção, arranjos;
- Skylar Grey - composição;
- Kuk Harrel - produção e gravação vocal;
- Marcos Tovan, Babby Champbell - gravação vocal;
- Manny Marroquin - misturador;
- Erik Madrid, Christian Plata - assistência de mistura.